# Мид, Чарли
Чарлз Ричард Мид (англ. Charles Richard Mead, 9 апреля 1921, Вермилион, Альберта, Канада — Викторвилл, Калифорния, США) — канадский бейсболист, аутфилдер. Выступал в Главной лиге бейсбола с 1943 по 1945 год в составе «Нью-Йорк Джайентс».

## Карьера
Профессиональную карьеру Чарли Мид начал в 1940 году, подписав контракт с клубом «Детройт Тайгерс». Он был одним из игроков, получивших шанс сыграть в Главной лиге бейсбола после того, как многие бейсболисты были призваны в армию. Два года Мид провёл в фарм-клубах «Тайгерс» уровней C- и B-лиг. В 1943 году он заключил контракт с «Нью-Йорк Джайентс». Сыграв 97 матчей за их фарм-команду из AA-лиги, Чарли получил вызов в основной состав и в августе дебютировал в Главной лиге бейсбола.
За «Джайентс» Мид играл с 1943 по 1945 год, выходя на всех трёх позициях в аутфилде. В каждом из проведённых сезонов он выбил по одному хоум-рану. После окончания Второй мировой войны и возвращения игроков с фронта, он решил не заканчивать карьеру, а продолжить её в младших лигах. Чарли подписал контракт с командой Западной международной лиги «Ванкувер Капиланос», которая в тот период не была аффилирована ни с одним из клубов Главной лиги бейсбола. За неё он отыграл шесть лет, в 1947 и 1949 годах выиграв чемпионский титул. До момента завершения карьеры Мид суммарно провёл почти 2 000 матчей в младших лигах.
В 1954 году Чарли с семьёй переехал в Викторвилл в Калифорнии. Он работал техником в телефонной компании, в свободное время тренировал местные любительские команды. Скончался Мид 8 мая 2014 года в возрасте 93 лет.